# Megalorhipida gielisi
Megalorhipida gielisi là một loài bướm đêm thuộc họ Pterophoridae. Nó được tìm thấy ở Ấn Độ (Himachal Pradesh).
Sải cánh dài 13–14 mm.